# Edwin Hubble

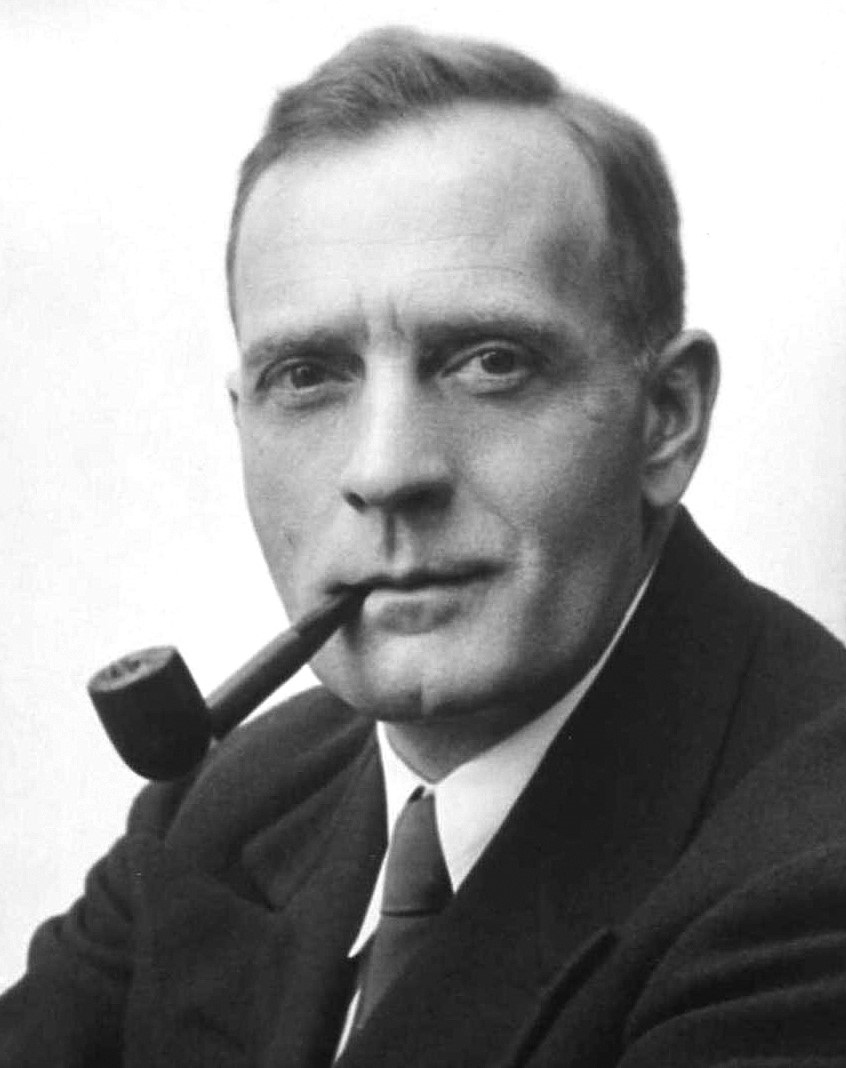
Edwin Hubble, 1931

Edwin Powell Hubble (* 20. November 1889 in Marshfield, Missouri; † 28. September 1953 in San Marino, Kalifornien) war ein US-amerikanischer Astronom.
Er klassifizierte die Spiralgalaxien, befasste sich mit der Expansion des Weltalls und entdeckte die Hubble-Konstante der galaktischen Kosmologie, die Rotverschiebung des Sternenlichts bei zunehmender Entfernung („Hubble-Effekt“). Er ist Namensgeber des Hubble-Weltraumteleskops.

## Leben

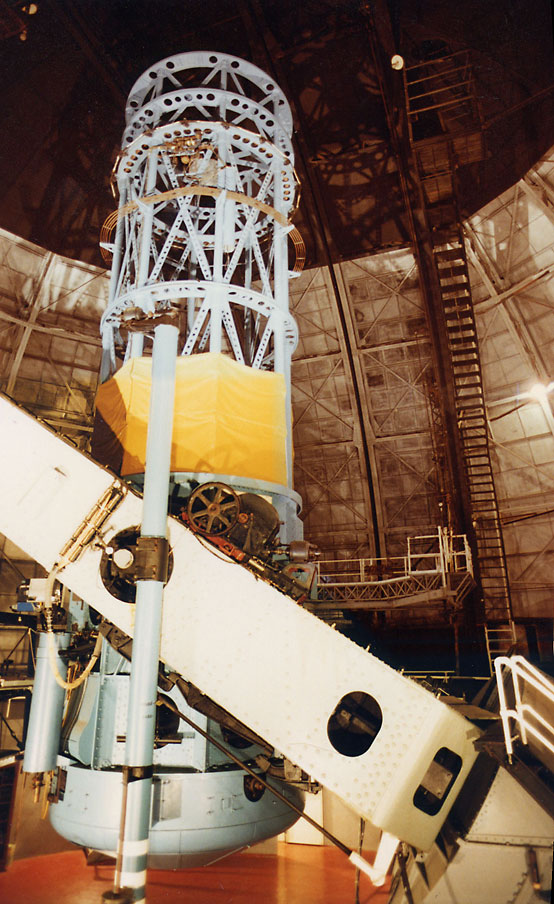
Der Hooker-Spiegel am Mount-Wilson-Observatorium diente Hubble zur Messung der Rotverschiebung der Spektren sich wegbewegender Galaxien.

Hubble studierte Physik und Astronomie in Chicago und beendete dies 1910 mit dem Abschluss als Bachelor of Science. Anschließend verließ er die USA zum Studium der Rechtswissenschaft in Oxford, das er mit dem Master abschloss. Nach drei Jahren kehrte er in die USA zurück. Dort studierte er in Chicago ab 1914 Astronomie und Mathematik und wurde 1917 promoviert.
Als es Vesto Slipher 1912 am Lowell-Observatorium in Flagstaff (Arizona) gelang, erstmals die Radialgeschwindigkeit eines Spiralnebels zu messen, war auch Hubble als Student mit der Relativgeschwindigkeit des Andromedanebels (M31) zum Milchstraßensystem befasst. Am Mount-Wilson-Observatorium konnte er 1923 nachweisen, dass M31 weit außerhalb unserer Galaxis liegt. Die Ergebnisse seiner Beobachtungen und Berechnungen, Cepheids in Spiral Nebulae, legte er zur Jahreswende 1924/25 der Jahrestagung der American Astronomical Society (AAS) vor, auf der sie am 1. Januar 1925 vorgetragen wurden.
Aufgrund der räumlichen Verteilung anderer Galaxien sowie ihrer im Spektrum u. a. von Milton Humason nachgewiesenen Rotverschiebung postulierte der belgische Priester Georges Lemaître im Juni 1927 die Expansion des Weltalls im Einklang mit Einsteins Allgemeiner Relativitätstheorie. Hubble veröffentlichte zwei Jahre später mit zusätzlichen Daten denselben linearen Zusammenhang zwischen der Rotverschiebung und der Verteilung extragalaktischer Nebel, zog jedoch nicht die physikalische Schlussfolgerung einer Expansion des Weltalls und vermutete ein bisher unentdecktes Naturprinzip hinter der Rotverschiebung. Dennoch wird in der öffentlichen Wahrnehmung diese Entdeckung Lemaîtres häufig Hubble zugeschrieben.
Hubble und Humason entdeckten auf Basis der Arbeiten Sliphers, dass die Spektren verschiedener Galaxien nicht etwa zu gleichen Teilen ins Rote und Blaue verschoben sind, sondern dass es erheblich mehr rotverschobene Spektren gibt. Interpretiert man die Frequenzverschiebung als Dopplereffekt, so lässt sich ableiten, dass sich fast alle beobachteten Galaxien von uns entfernen. Hubble war auch der erste, der einen direkt proportionalen Zusammenhang zwischen Rotverschiebung und Entfernung der Galaxien aufstellte, was bedeuten würde, dass sich diese fernen Weltinseln umso schneller von uns fortbewegen, je weiter sie entfernt sind. Hubble selbst benutzte den Ausdruck „scheinbare Geschwindigkeit“, da er sich bei der physikalischen Interpretation der Beobachtungen nicht festlegen wollte.
Die Größe, welche auch heute noch die Expansion des Universums beschreibt, wird ihm zu Ehren als Hubble-Konstante H bezeichnet. Mit ihrer Hilfe lässt sich im Rahmen des Standardmodells der Kosmologie ein Alter des Universums angeben.
Hubble hat auch die Hubble-Sequenz entwickelt. Das ist ein morphologisches Ordnungsschema für Galaxien. Am 30. August 1935 entdeckte er den Asteroiden Cincinnati.
Am 28. September 1953 starb Hubble mit 63 Jahren an einem Schlaganfall, während er die Vorbereitungen für mehrere Beobachtungsnächte auf dem Palomar-Observatorium traf.

## Zitat
„Die Erforschung des Weltraums endet mit Ungewissheiten. Wir messen Schatten, wir suchen mit gespenstischen Messfehlern.“

## Zitat aus Hubbles „Das Reich der Nebel“, 1938
Wegen der Bedeutung von Hubbles Forschung auch für die moderne Kosmologie sei im Folgenden eine Originalarbeit in der Übersetzung von Jürgen Hamels Geschichte der Astronomie (Magnus-Verlag 2004, S. 325–327) unter Ergänzung von Links und kleineren Ergänzungen in Klammern wiedergegeben.

### Die Verteilung der Nebel
Die Erforschung des beobachtbaren Raums als Ganzes hat zu zwei Ergebnissen von besonderer Bedeutung geführt: Das eine ist die Homogenität des Raumes – die gleichförmige Verteilung der Nebel im Großen –, das andere die Geschwindigkeits-Entfernungs-Beziehung.
Die Verteilung der Nebel im Kleinen ist sehr ungleichmäßig. Man findet einzelne Nebel, Nebelpaare, Nebelgruppen verschiedener Größe und auch Nebelhaufen. Das galaktische System ist Hauptteil eines dreifachen Nebels, von welchem die Magellanwolken die anderen Bestandteile bilden. Das Dreiersystem bildet mit einigen anderen Nebeln die „lokale Gruppe“ […]. Deren Mitglieder lieferten uns die ersten Entfernungen, und das Cepheiden-Entfernungskriterium ist bis heute nur auf diese Gruppe anwendbar.
Vergleicht man [hingegen] große Himmelsbereiche oder Raumbereiche miteinander, so mitteln sich die kleinen Unregelmäßigkeiten heraus und es bleibt die sehr gleichmäßige Verteilung im Großen. Die Verteilung über den Himmel erhält man, indem man die Nebelzahlen innerhalb einer ausgewählten, in gleichmäßigen Abständen über den ganzen Himmel verstreuten Bezirken, bis zu einer bestimmten Grenzgröße der Mittel miteinander vergleicht.
Die wahre Verteilung bleibt uns durch örtliche Verdunklung teilweise verborgen. Im [Himmels]gebiet der Milchstraße beobachten wir keine Nebel, und nur wenige an ihrem Rande [… was zusammenhängt mit dem] Vorhandensein großer Staub- und Gaswolken, die über das ganze Sternsystem, besonders über die galaktische Ebene, verstreut sind. Diese Wolken verbergen uns die entfernteren Sterne und Nebel […]
Die Verteilung in der Tiefe, d. h. die Nebelzahlen zwischen zwei aufeinanderfolgenden Entfernungsstufen, findet man durch Vergleich der Nebelzahlen mit scheinbaren Helligkeiten zwischen zwei entsprechenden aufeinanderfolgenden Helligkeitsstufen. Es handelt sich dabei um den Vergleich zwischen den Nebelzahlen und dem Raumteil, den die Nebel erfüllen. Da diese Zahlen im gleichen Verhältnis wachsen wie die Raumgrößen […], so müssen die Nebel gleichmäßig verteilt sein […]

### Die Geschwindigkeits-Entfernungs-Beziehung
[…] Die Nebel zeigen im allgemeinen sonnenähnliche  Absorptionsspektren, sodass man annehmen kann, dass der Sonnentypus unter den Nebelsternen vorherrscht. Die Spektren sind notwendigerweise kurz, weil das Licht zu schwach ist, als dass man es zu einem langen Spektrum auseinanderziehen könnte. Die H- und K-Linie des Kalziums kann man aber noch trennen. Auch erkennt man die G-Bande des Eisens und einige Wasserstofflinien […]
Nebelspektren fallen durch die seltsame Tatsache auf, dass ihre Linien nicht die Lage [bezüglich der Wellenlänge] zeigen, wie man sie bei nahen Lichtquellen beobachtet. Wie man durch geeignete Vergleichsspektren beobachtet hat, sind sie ins Rote verschoben. Die Verschiebungen, die man als Rotverschiebung bezeichnet, nehmen im Durchschnitt mit abnehmender scheinbarer Helligkeit zu. Da die scheinbare Helligkeit [annähernd] die Entfernung misst, so folgt, dass die Rotverschiebungen mit der Entfernung zunimmt. Eingehendere Untersuchungen zeigen, dass die Beziehung linear ist. […] Bei dieser Auffassung nimmt man also an, dass sich die Nebel von unserem Raumteil mit Geschwindigkeiten entfernen, die ihrer Entfernung proportional sind […]

## Würdigungen
- 1927 wurde Edwin Hubble in die National Academy of Sciences gewählt.
- 1929 Wahl zum Mitglied der American Philosophical Society.[5]
- 1935 wurde ihm die Barnard-Medaille verliehen.
- 1940 wurde er mit der Goldmedaille der Royal Astronomical Society ausgezeichnet.
- 1949 Aufnahme als korrespondierendes Mitglied in die Académie des sciences.[6]
- 1953 wurde er von James Franck, Albrecht Unsöld und Walter Lochte-Holtgreven für den Nobelpreis für Physik vorgeschlagen.[7]
- 1964 Benennung des Mondkraters Hubble
- 1955 Benennung des Asteroiden (2069) Hubble
- 1983 Benennung des Hubble-Weltraumteleskops (HST)
- 2003 Benennung des Mount Hubble in der Antarktis